# Шпрингер, Антон
Анто́н Шпри́нгер (13 июля 1825, Прага — 31 мая 1891, Лейпциг) — германский историк, историк искусства, преподаватель и писатель-популяризатор науки.

## Биография
Получил образование в Карловом университете в своём родном городе, где изучал философию и историю и получил докторскую степень. Интересуясь искусством, он посетил Мюнхен, Дрезден и Берлин и провел несколько месяцев в Италии; впоследствии обосновался в Тюбингене.
В 1848 году возвратился в Прагу, где начал читать лекции в своём собственном университете, посвящённые истории революционной эпохи. Либеральный тон этих лекций привёл к тому, что он впал в немилость у австрийских властей, поэтому в 1849 году был вынужден уехать из Богемии и провёл некоторое время в Англии, Франции и Нидерландах.
В 1852 году он обосновался в Бонне, где читал лекции по искусствоведению и стал профессором в 1859 году; в 1872 году он перешёл в университет Страсбурга, а в 1873 году — Лейпцига.
Как журналист и публицист Шпрингер защищал идею федеративного союза государств, управляемых австрийским императором, и отстаивал право Пруссии на руководство Германией; во время Крымской войны он одобрил стремление небольших государств на юго-востоке Европы освободиться от турецкого владычества. В последние годы жизни тяжело болел.

## Труды
Научное наследие Шпрингера представлено работами в области как истории, так и искусствоведения.
Из его исторических работ одной из самых главных считается «Geschichte Oesterreichs seit dem wiener Frieden» (Лейпциг, 1863—1865), которая впоследствии была переведена на чешский язык (Прага, 1867).
Среди других известных работ по истории его авторства: «Geschichte des Revolutionszeitalters» (Прага, 1849); «Oesterreich nach der Revolution» (Прага, 1850); «Oesterreich, Preussen and Deutschland» (Прага, 1851); «Paris im xiii. Jahrhundert» (Лейпциг,1856); «Protokolle des Verfassungs-Ausschusses im oesterreichischen Reichstage 1848—1849» (Лейпциг, 1885).
Главные работы Шпрингера в области искусствоведения: «Baukunst des christlichen Mittelalters» (Бонн, 1854); высоко оценённая современниками «Handbuch der Kunstgeschichte» (7-е издание, Лейпциг, 1906), исправленное издание его работы «Grundziige der Kunstgeschichte» (Лейпциг, 1887—1888); «Geschichte der bildenden Kiinste im xix. Jahrhundert» (Лейпциг, 1858); «Bilder aus der neueren Kunstgeschichte» (Бонн, 1867, переиздано в 1886); «Raffael and Michelangelo» (Лейпциг, 1877, переиздано в 1885); «Die Kunst des xix. Jahrhunderts» (Лейпциг 1880—1881).
Шпрингеру принадлежат также две биографических работы: «Friedrich Christoph Dahlmann» (Лейпциг, 1870—1872) и «Albrecht Diirer» (Берлин, 1892); он также был ответственным за выпуск германского издания «Lives of the Early Flemish Painters» Кроува и Кавалькаселли, которое было издано в Лейпциге в 1875 году.
Книга воспоминаний ученого, «Aus meinem Leben» (Берлин, 1892), вклад в которую внесли также Фрэйтег и Джаничек, была отредактирована его сыном Яро Шпрингером (р. 1856), который также стал писателем-искусствоведом.
- Эта статья (раздел) содержит текст, взятый (переведённый) из одиннадцатого издания «Британской энциклопедии», перешедшего в общественное достояние.